# Mike Poto
Mike Poto   (Zàmbia, 15 de gener de 1981) és un exfutbolista zambià de la dècada de 2000.
Fou internacional amb la selecció de futbol de Zàmbia. Pel que fa a clubs, destacà a Green Buffaloes FC.